# Baetis tracheatus
Baetis tracheatus är en dagsländeart som beskrevs av Keffermüller och Machel 1967. Baetis tracheatus ingår i släktet Baetis, och familjen ådagsländor. Enligt den svenska rödlistan är arten sårbar i Sverige. Arten förekommer i Svealand. Artens livsmiljö är sjöar och vattendrag, våtmarker.